# Abel Desjardins
Pour les articles homonymes, voir Desjardins.
Abel Desjardins est un historien français né à Paris le 26 juillet 1814 et mort à Douai (Nord) le 21 juillet 1886.

## Biographie
Abel Desjardins est le fils de Jacques-Guillaume Desjardins, chef de bureau au ministère de la Guerre à Paris et de Catherine Abel Justine Beffroy de Reigny, fille du Cousin Jacques. Abel a une sœur (Rose) et un frère, Ernest Desjardins, avec qui il est souvent confondu ; Ernest a deux fils, Paul Desjardins et Abel Desjardins (né en 1870) qui fut ami avec Marcel Proust au lycée Condorcet.
Il a épousé le 13 octobre 1851 Louise Amélie Ferey-Demey. Le couple n'aura pas d'enfants.

## Un parcours d'historien

### Études et formation
Bachelier ès lettres en 1832, Licencié ès lettres en 1842, Abel Desjardins est reçu à l’Agrégation d'histoire et géographie en 1843. Il soutient une thèse sur l’empereur Julien et une thèse secondaire latine en droit romain portant sur le defensor civitatis à la Faculté des lettres de Paris en 1845.

### Carrière
Abel Desjardins, après l’obtention de son agrégation, devient chargé de classe puis professeur d’histoire au Collège royal d’Angers (1843-1847). Ayant obtenu le doctorat ès lettres, il est nommé professeur d’histoire à la Faculté des lettres de Dijon (1847-1856). En 1856, il est muté à la Faculté des lettres de Caen. Il n’y reste qu’une année. En 1858, il est en effet nommé à la Faculté des lettres de Douai où il restera jusqu’à son décès en 1886, assurant le décanat durant la même période (1858-1886). Il est également chargé de cours à la Faculté des sciences de Lille.

## Sociétés savantes
Abel Desjardins est Membre honoraire de droit de la Société d’agriculture, de sciences et d’arts de Douai ; membre du Bureau de la Société de géographie de Douai à partir de 1880. Il est élu membre correspondant de l’Académie des inscriptions et belles-lettres en 1878.

## Responsabilités académiques
Outre le décanat à la Faculté de Douai, Abel Desjardins est examinateur d’entrée à l’École normale, membre du jury d’agrégation, chargé d’inspection générale et Correspondant du Ministère de l’Instruction publique. Il est également chargé de cours à la Faculté des sciences de Lille. On lui doit divers écrits et projets de réformes sur l’enseignement, en particulier sur le baccalauréat et la licence ès lettres.

## Activités politiques
À ses débuts à Dijon, Abel Desjardins fonde avec son frère Ernest L’Éclaireur républicain de la Côte d’Or. Ce journal, qui soutient Eugène Cavaignac (1802-1857) à la Présidence de la République contre Louis-Napoléon Bonaparte, paraît le dimanche à partir du 8 avril 1848, puis trois fois par semaine dès le n° 3. 

## Décorations
« Homme du monde » d’après la fiche confidentielle de 1886, Abel Desjardins est Chevalier de l’ordre impérial de la Légion d’honneur en 1853 et Officier en 1867.

## Œuvres principales
- 1841 : Essai sur l’enseignement (Paris).
- 1845 : L’empereur Julien : thèse présentée à la Faculté des Lettres de Paris (Paris).
- 1845 : De Civitatum Defensoribus sub imperatoribus romanis : thesim proponebat Facultati Litterarum Parisiensi (Angers).
- 1849 : Études sur saint Bernard : trois leçons extraites du cours d’histoire professé à la Faculté des lettres de Dijon (Dijon).
- 1854 : Vie de Jeanne d’Arc d’après les documents nouvellement publiés (Paris) - Nombreuses rééditions.
- 1857 : L’esclavage dans l’Antiquité : leçon extraite du cours d’histoire professé à la Faculté des lettres de Caen (Caen)[10].
- 1859-1886 : Négociations diplomatiques de la France avec la Toscane, documents recueillis par Giuseppe Canestrini et publiés par Abel Desjardins dans la « Collection de documents inédits sur l’histoire de France », 6 vol. (Paris).
- 1869 : Le Monument de Vercingétorix, souvenir d’un vieux Bourguignon (Douai).
- 1873 : Charles IX : deux années de règne, 1570-1572 : cinq mémoires historiques d’après les documents inédits.
- 1873 : Félix Lambrecht, député du Nord, ministre de l’Intérieur : souvenirs recueillis par Abel Desjardins, doyen de la Faculté des Lettres de Douai (Paris).
- 1875 : Une Congrégation générale de cardinaux en 1595 (Douai).
- 1877 : Maximes d’un homme d’État du XVIe siècle : ricordi politici e civili di Francesco Guicciardini (Douai).
- 1883 : La Vie et l’œuvre de Jean Bologne d’après les manuscrits inédits recueillis par M. Foucques de Vagnonville (Paris).
- 1885 : La Réforme du baccalauréat (Douai).

## Iconographie
- Édouard Houssin (1847-1919), Abel Desjardins, 1886, buste en bronze, Douai, bibliothèque Georges-Lefebvre[6].